# Вучја ноћ
Вучја ноћ је југословенски и македонски филм из 1955. године. Режирао га је Франце Штиглиц а сценарио је написао Славко Јаневски.

## Улоге
| Глумац             | Улога   |
| ------------------ | ------- |
| Илија Џувалековски | Божин   |
| Драгомир Фелба     | Марко   |
| Трајко Чоревски    | Стане   |
| Петар Прличко      | Паун    |
| Драги Крстевски    | Благоја |
| Савета Малинска    | Вела    |
| Добрила Пучкова    |         |
| Ацо Стефановски    |         |
| Тодор Николовски   |         |
| Ацо Јовановски     |         |
| Димче Трајковски   |         |
| Димче Стефановски  |         |

Остале улоге  ▼
| Глумац             | Улога |
| ------------------ | ----- |
| Дарко Дамевски     |       |
| Јовица Михајловски |       |
| Панта Николић      |       |
| Панчо Васовски     |       |
| Боро Сопов         |       |
| Пандил Пандиловски |       |
| Ристе Стефановски  |       |
| Велко Гермовски    |       |
| Панче Камџик       |       |

Комплетна филмска екипа  ▼
| Редитељ                   | Франце Штиглиц     |                          |
| Сценариста                | Славко Јаневски    |                          |
| Композитор                | Трајко Прокопиев   |                          |
| Директор фотографије      | Бранко Михајловски |                          |
| Директор фотографије      | Љубе Петковски     |                          |
| Mонтажер                  | Војислав Бјењаш    |                          |
| Сценограф                 | Диме Сумка         |                          |
| Уметнички директор        | Никола Лазаревски  |                          |
| Костимограф               | К. Деспотовски     |                          |
| Одсек за шминку           | Ивица Бенчић       | шминкер                  |
| Менаџер продукције        | Велко Гермовски    | помоћник директора филма |
| Менаџер продукције        | Живко Султански    | директор филма           |
| Менаџер продукције        | Ристо Теофиловски  | директор филма           |
| Менаџер продукције        | Ладо Вилар         | вођа снимања             |
| Помоћник режије           | Јово Камберски     | помоћник редитеља        |
| Помоћник режије           | Трајце Попов       | помоћник редитеља        |
| Одсек за звук             | Глигор Паковски    | микроман                 |
| Одсек за звук             | Војне Петковски    | тонски сарадник          |
| Одсек за камеру и расвету | Жаро Лозар         | вођа расвете             |
| Одсек за камеру и расвету | Мишо Самоиловски   | пратилац камере          |
| Одсек за камеру и расвету | Ваше Василевски    | пратилац камере          |
| Одсек за монтажу          | Драги Панков       | асистент монтажера       |
| Остала екипа              | Лидија Дебарлиева  | скрипт                   |